# Чандрасекара Венката Раман
Чандрасекара Венката Раман (там. சந்திரசேகர வெங்கடராமன்; 7 листопада 1888 — 21 листопада 1970) — таміло-індійський фізик, відомий відкриттям раманівського розсіяння — непружного розсіювання світла зі збудженням атомних коливань, лауреат Нобелівської премії з фізики за 1930 рік.

## Біографія
Чандрасекара Венката Раман народився в родині брахманів в Тіручирапаллі, Таміл-Наду. Його рідною мовою була тамільська. Ще в ранньому дитинстві Рамана, родина перебралася до міста Візаг, Уттар-Прадеш. Його батько викладав математику та фізику. Племінник Рамана Субраманьян Чандрасекар теж був нагороджений Нобелівською премією в 1983-у.
В 1902-у Раман вступив до Президентського коледжу в Ченнаї, в 1904-му здобув звання бакалавра наук, а в 1907-му звання магістра наук із найвищою відзнакою. Після закінчення коледжу він поступив на роботу в Колкаті у Відділ фінансів Індії як помічник головного рахівника.

## Наукова кар'єра
В 1917-му Раман звільнився з урядової служби і зайняв щойно створену посаду професора фізики в Калькуттському університеті. Водночас він продовжував дослідження в Індійській асоціації сприяння науці, почесним секретарем якої він став. Раман називав цей період своєю золотою ерою. Навколо нього зібралися численні талановиті учні.
28 листопада 1928 року, проводячи експерименти з розсіяння світла, він відкрив ефект, пізніше названий його іменем. Це явище було ще одним доказом квантової природи світла. На ньому ґрунтується метод раманівської спектроскопії. Про це відкриття повідомив у зверненні 1929 року до Лондонського королівського товариства Ернест Резерфорд. Раман отримав звання лицаря, а також багато медалей та ступенів почесного доктора від різних університетів. У 1930 році Раман став лауреатом Нобелівської премії «за працю з розсіяння світла й за відкриття явища, названого його ім'ям». Він став першим азійцем і першим небілим нобелівським лауреатом в галузі науки. До нього Нобелівську премію з літератури отримав Рабіндранат Тагор.
В 1934-му Раман став директором Індійського наукового інституту в Бангалорі, а через два роки продовжив працювати там як професор фізики. Він провів експериментальні та теоретичні дослідження ультразвукових та гіперзвукових хвиль, впливу рентгенівських променів на інфрачервоні коливання кристалів. В 1947 році, коли Індія здобула незалежність Раман був призначений першим національним професором.
В 1948 році Раман почав досліджувати зв'язок між структурою та властивостями кристалів, таких як алмаз, лабрадорит, польовий шпат, агат, опал та перли. Серед його інтересів були оптика колоїдних речовин, електрична і магнітна анізотропія, фізіологія зору.
Раман працював також над акустикою музичних інструментів, розробивши теорію поперечних коливань струни. Він першим дослідив гармонічну природу індійських барабанів, таких як табла та мриданга.
В 1948 році Раман залишив Індійський науковий інститут і організував Раманівський дослідницький інститут у Бангалорі. Він залишався директором інституту до самої смерті в 1970 році. На честь Рамана названий місячний кратер.

## Нагороди і вшанування
Раман був обраний членом Лондонського королівського товариства в 1924 році, отримав звання лицаря в 1929-му, і Нобелівську премію в 1930-му. В 1954 році він був нагороджений вищою нагородою Індії Бгарат Ратна, а в 1957-му Ленінською премією миру. На його честь названо астероїд 55753 Раман.
28 листопада Індія святкує національний день науки на честь відкриття раманівського розсіяння в цей день у 1928.